# きぬかつぎ
衣かつぎ（きぬかつぎ）は、サトイモの小芋を皮のまま蒸し、その皮を剥いて食べる秋の料理、酒肴。

## 名称
サトイモの1/3程度の位置に包丁でぐるりと切れ目を入れて蒸し、中央で皮をつまむと1/3だけを残して皮がするりと剥け、若いマツタケのような外観になる。この一部に皮のついた様子を、平安時代の女性の衣装「衣被ぎ」（きぬかづき）になぞらえて名付けたものである。後にきぬかづきが転じて「衣かつぎ」と呼ばれるようになり、「絹かつぎ」と表記される場合もある。
また、石川早生（石川芋）という品種のサトイモの、特に秋口にのみ出回る子芋もきぬかつぎと呼ばれている。これは衣かつぎとして食べるのに最も適しているためである。

## 調理法
子芋を皮ごと蒸す、または茹でたものを、塩や味噌などの調味料で味をつけて食する。加熱した後だと皮は容易に除いて食べられるが、剥き方のひとつに皮に包丁でぐるりと切れ込みを入れた後、中身を押し出して食べる方法が良く知られ、本来これだけを衣かつぎと呼ぶが、蒸しただけのものも指す場合がある。

## 名物料理

### 千葉県市川市
千葉県市川市にある中山法華経寺参道の茶店では、皮付きのサトイモを茹でたものが提供され、皮を剥いて塩や醤油を付けて食べる「きぬかつぎ」が名物となっている。

### 中国浙江省奉化市
中国浙江省寧波市奉化区は「奉化芋艿頭」（フォンホワ・ユーナイトウ）と呼ばれる大型のサトイモの産地であり、浙江料理のスープなどにもされるが、子芋を皮のまま茹でたり、蒸したり、焼いたりしてたべることも多い。寧波市周辺では「蝦醤」と呼ばれるシュリンプペーストに、醤油を少し加えたり、塩などを付けて食べることも多い。